# Косторнов Анатолій Григорович
Косторнов Анатолій Григорович (20 листопада 1937, місто Вітка Вітківського району Гомельської області Білорусі — 24 лютого 2024, Київ) — матеріалознавець, доктор технічних наук, професор, академік Національної академії наук України (2003 р.).

## Життєпис
Народився 20 листопада 1937 року в місті Вітка Вітківського району Гомельської області Білорусі.
У 1960 році закінчив (Сталінський) Донецький політехнічний інститут.
У 1960 – 1961 роках працював у запорізькому філіалі Київського інститутe автоматики. 
У 1961 – 1963 роках працював на Київському заводі спеціального технічного устаткування. 
З 1963 року працював в Інституті проблем матеріалознавства імені І. М. Францевича НАН України.
З 1980 року  засновник і завідувач відділу проникних матеріалів, від 2001 року завідувач відділу триботехнічних і проникних матеріалів. 
З 1993 року одночасно працює заступником директора інституту та  заступником академіка-секретаря Відділення фізико-технічних проблем матеріалознавства НАНУ (до 2008 року).

## Наукова діяльність
Одним з перших в країні розпочав дослідження у волоконній металургії з використанням реологічного підходу до дисперсно порошкових систем. Є автором створення нового класу композиційних матеріалів для тривалої експлуатації у вузлах сухого тертя в умовах високого вакууму.
Автор 420-ти наукових праць, включно і 14 монографій, виданих в Україні, Індії та США.
Має 80 авторських свідоцтв і патентів, включно з 2-ма міжнародними.

## Нагороди
- Заслужений діяч науки і техніки України (1995)
- Державна премія України в галузі науки і техніки (1995)